# Kokosova palma
Kokosova palma (znanstveno ime Cocos nucifera) je najpomembnejša kulturna rastlina v tropskem pasu.
Kokos je najpomembnejša kulturna rastlina v tropskem pasu. Domnevno izvira iz otočij v jugozahodnem Tihem oceanu. V Indiji mu pravijo drevo, ki nudi vse, kar rabimo za življenje, v Mezopotaniji drevo tisočih rab, na Filipinih pa drevo življenja. Najbolj uspeva na peščenih ali celo zasoljenih tleh v bližini morske obale. Kokosovi orehi rastejo na palmah, ki dosežejo v višino do 30 metrov in imajo 5 metrov dolge liste. Od cvetenja do končne kalitve kokosovega oreha včasih traja tudi do 2 leti in pol. Dočaka lahko tudi do 100 let, najbolj pa obrodi med 10 in 50 letom. Na enkrat lahko obrodi 75 orehov, ki so veliki kot otroška glava in tehtajo do 3 kilograme. Zrel kokosov oreh sestavlja trdna lupina, kokosovo meso in kokosova voda ali kokosovo mleko.
Veliko kokosovih palm najdete na domačem vrtu.

## Kokosova vsestranskost
Meso sadeža lahko posušimo in to moko imenujemo kopra. V industriji se ta moka uporablja za kosmiče. Iz svežega mesa pa iztisnejo kokosovo maščobo. Domačini uporabljajo rastlino za prekrivanje hiš, pletenje klobukov in košar. Korenine se uporablja v zdravilstvu in za naravna barvila. Rastlina je vir vitamina B, vitamina E, železa, cinka, selena in tudi bakra. Vsebuje tudi veliko maščob, beljakovin in ogljikovih hidratov, zato je zelo hranilna.